# سیارک ۱۰۳۴۲۱
سیارک ۱۰۳۴۲۱ (به انگلیسی: 103421 Laurmatt، نامگذاری:2000AD151)۱۰۳۴۲۱مین سیارک کشف شده‌است که در ۰۶ ژانویه ۲۰۰۰ کشف شد.